# Яблоков, Алексей Владимирович
Алексе́й Влади́мирович Я́блоков (3 октября 1933, Москва — 10 января 2017, там же) — советский и российский биолог, общественный и политический деятель. Специалист в области зоологии и общей экологии. Член-корреспондент РАН (1984), доктор биологических наук (1966), профессор (1976), почётный председатель Московского общества защиты животных, председатель фракции «Зелёная Россия» партии «Яблоко».

## Биография

### Образование
В школьные годы занимался в кружке юных биологов Дарвиновского музея и ВООП под руководством П. П. Смолина.
В 1956 году окончил биолого-почвенный факультет Московского государственного университета имени М. В. Ломоносова по кафедре зоологии и сравнительной анатомии позвоночных животных.

### Научная деятельность
В 1956—1959 годах — работал лаборантом. С 1959 года — младший научный сотрудник и кандидат биологических наук.
С 1966 года — старший научный сотрудник лаборатории морфологии морских млекопитающих Института морфологии животных им. А. Н. Северцова АН СССР и доктор биологических наук.
В 1967—1989 годы — старший научный сотрудник, с 1969 года — заведующий лабораторией постнатального онтогенеза Института биологии развития им. Н. К. Кольцова АН СССР.
С 1976 года — профессор. С 1984 года — член-корреспондент АН СССР.
В 1997—2005 годы — главный научный сотрудник Института биологии развития им. Н. К. Кольцова РАН.
С 2004 года — советник РАН.
Научные исследования относятся к биологии морских млекопитающих, популяционной и эволюционной биологии, экологии. В 1969 году совместно с Н. В. Тимофеевым-Ресовским и Н. Н. Воронцовым написал учебник теории эволюции, выдержавший несколько изданий. Изучение и анализ характеристик изменчивости организмов позволили А. В. Яблокову выделить в классической морфологии новые направления — популяционную морфологию и фенетику природных популяций, а обеспокоенность в последние годы жизни актуальными экологическими проблемами — развить «концепцию необратимого влияния радиационного химического загрязнения на биологическое разнообразие и человека».
Похоронен на Николо-Архангельском кладбище (участок 1/8).

## Общественная и политическая деятельность
В конце 1980-х годов принимал активное участие в исследовании и обсуждении экологической и экономической целесообразности проектируемого ирригационного канала «Волга-Чограй». В сентябре 1987 года руководитель секции по охране окружающей среды АН СССР академик Б. Н. Ласкорин, председатель Ихтиологической комиссии Минрыбхоза СССР, член-корреспондент АН СССР А. В. Яблоков и почвовед член-корреспондент АН СССР В. А. Ковда направили записки о недопустимости строительства канала Председателю СМ РСФСР В. И. Воротникову и Генсеку ЦК КПСС М. С. Горбачёву.
В 1989 году избран народным депутатом СССР от Научных обществ и ассоциаций при АН СССР. Заместитель Председателя Комитета по экологии Верховного Совета СССР (1989—1991 гг). Член координационного совета Межрегиональной депутатской группы.
С 14 августа 1991 года — Государственный советник РСФСР по экологии и здравоохранению и член Государственного совета при Президенте РСФСР.
С 4 января 1992 года — председатель Координационного совета по экологической политике при Президенте Российской Федерации.
С 24 февраля 1992 года — Государственный советник Российской Федерации по политике в области экологии и охраны здоровья.
С 8 августа 1992 года по 29 декабря 1993 года — советник Президента Российской Федерации по вопросам экологии и охраны здоровья.
С 28 декабря 1992 года по 29 декабря 1993 года — председатель Совета при Президенте Российской Федерации по экологической политике.
С 13 июля 1993 года по 19 сентября 1997 года — председатель Межведомственной комиссии Совета Безопасности Российской Федерации по экологической безопасности. С 29 декабря 1993 года занимал эту должность на штатной основе. 6 июля 1995 года переназначен председателем комиссии.
Основатель и сопредседатель Гринпис СССР (1988—1991 гг.). Основатель и Председатель Президиума Московского общества защиты животных (c 1987). Основатель (1989 год) и почётный член GLOBE-International «Парламентарии мира за окружающую среду» (вместе с Альбертом Гором — впоследствии вице-президентом США). Вице-президент Совета Всемирного союза охраны природы.
1996 г. — доверенное лицо кандидата Бориса Ельцина на президентских выборах.
Со 2 апреля 1998 года — член Экологического консультативного совета при Мэре Москвы.
В 2002 году А. В. Яблоков выступил против предложенного Ю. М. Лужковым возрождения разрушительного проекта переноса на юг части стока северных рек.
С июня 2005 года — председатель партии «Союз зелёных России» («Зелёная Россия»). В настоящий момент существует как фракция «Зелёная Россия» в составе Российской объединённой демократической партии «ЯБЛОКО». На XIII съезде партии «ЯБЛОКО» избран заместителем председателя партии, занимал этот пост в 2006—2008, с 2008 года — член политического комитета «ЯБЛОКА».
Участвовал в выборах в Государственную думу V созыва в 2007 году в качестве кандидата от партии «ЯБЛОКО». Был первым номером в региональном списке кандидатов в региональной группе № 15 (Республика Саха (Якутия), Амурская область, Еврейская АО, Магаданская область, Чукотский АО, Камчатский край).
11 сентября 2011 года вошёл в федеральную «тройку» (вместе с Г. А. Явлинским и С. С. Митрохиным) партии «ЯБЛОКО» на выборах в Государственную думу VI созыва в 2011 году.
Несмотря на тяжёлую болезнь, до последних дней жизни выступал с заявлениями по волновавшим его общественным проблемам.
В марте 2014 года вместе с рядом других деятелей культуры выразил своё несогласие с политикой российской власти в Крыму.

## Семья

### Семья
- Отец — Владимир Сергеевич Яблоков (1901—1973)[2] — геолог и историк науки, доктор геолого-минералогических наук.
- Мать — Татьяна Георгиевна Сарычева (1901—1978)[2] — палеонтолог, доктор биологических наук.
- Брат — Климент Владимирович Яблоков (1926—2021)[2] — участник ВОВ, орденоносец, геолог, кандидат геологических наук[24]
- Первая жена — Эля Бакулина (в браке 40 лет, умерла в 1987 году).
- Вторая жена (с 1989) — Дильбар Кладо, журналист и сценарист[25].

## Звания и награды

### Почётные учёные степени
- Иностранный член Американской академии искусств и наук (с 1996).
- Почётный член Международного Общества по морским млекопитающим (c 2004 года).
- Почётный доктор Брюссельского университета (с 1991 года).
- Почётный член Московского общества испытателей природы[26].

### Научные и экологические премии
- Премия имени А. Н. Северцова АН СССР (1976 год) — за цикл работ по популяционной морфологии животных[27]
- Премия имени Карпинского (Германия, 1996 год).
- Премия Московского общества испытателей природы (1984 год).
- Международная премия «За безъядерное будущее» (2002 год).
- Экологическая премия WASA (Швеция, 1995 год).
- Премия имени Бруно Шуберта (ФРГ, 2016 год) — «за вклад в защиту видов и борьбу против рисков, связанных с развитием атомной энергетики»[28] .

### Награды научных и экологических организаций
- Медаль Баска Королевского географического общества Великобритании, (1994 год).
- Золотая медаль герцога Эдинбургского (Международный фонд дикой природы, Великобритания, 2000 год).
- Ежегодная научная награда Американского общества экотоксикологии (1992 год).
- Международная награда «Зелёный Дом» (Великобритания, 1993 год).

### Награды субъектов Российской Федерации
- Почётная грамота Московской городской Думы (12 ноября 2008 года) — за заслуги перед городским сообществом[29]

### Основные научные труды
- Белуха. Опыт монографического исследования вида (соавторы — Белькович В. М., Клейненберг С. Е., Тарасевич М. Н.) — М.: Наука, 1964. — 456 с.
- Изменчивость млекопитающих — М.: Наука, 1966.
- Краткий очерк теории эволюции (соавторы — Воронцов Н. Н., Тимофеев-Ресовский Н. В.) — М.: Наука, 1969. — 408 с.
- Киты и дельфины (соавторы — Белькович В. М., Борисов В. И., Клейненберг С. Е.) — М.: Наука, 1972. — 469 с.
- Уровни охраны живой природы (соавтор — Остроумов С. А.) — М.: Наука, 1985. — 176 с.
- Популяционная биология (1986; 2-е изд. 1987).
- Атомная мифология. Заметки эколога об атомной индустрии (1997).
- Пестициды. Токсический удар по биосфере и человеку (1999).
- Эволюционное учение (соавтор — Юсуфов А. Г.) — 6-е изд., испр. — М.: Высшая школа, 2006.
- Чернобыль: последствия катастрофы для человека и природы (соавторы — Нестеренко В. Б., Нестеренко А. В., Преображенская Н. Е.) — 6-е изд., доп. и перер. — М.: Товарищество научных изданий КМК, 2016. — 826 с.

### Научно-популярные издания
- Загадка океана (соавторы — Белькович В. М., Клейненберг С. Е.) — М.: Молодая гвардия, 1965. — 176 с.
- Наш друг — дельфин (соавторы — Белькович В. М., Клейненберг С. Е.) — М.: Молодая гвардия, 1967. — 336 с.
- Яблоков А. В. Фенетика: Эволюция, популяция, признак. — М.: Наука, 1980. — 136 с. — (Научно-популярная серия АН СССР). — 32 400 экз.
- Мир эволюции. — М.: Детская литература, 1985. — 126 с.
- «Чудище обло, озорно, огромно, стозевно и лаяй…»: Рассказ эколога об атомной индустрии. — Иркутск: 2009. — 132 с.

### Художественная проза
Совместно с В. М. Бельковичем опубликовал под коллективным псевдонимом Тур Трункатов (от лат. Tursiops truncatus, «дельфин-афалина») сказочную повесть «Приключения Гука» о подводных похождениях маленького дельфина.

## Память
- В настоящее время работает Фонд сохранения интеллектуального наследия А. В. Яблокова (ЯблоковФонд)[30]
- В деревне Петрушово (Касимовского района Рязанской области), где в последние годы жил и работал А. В. Яблоков, создан интерактивный музей «ЯблоковДом»[31].
- Вдовой Алексея Владимировича была подготовлена и издана книга его памяти, «ЯблоковСад», куда вошли тексты самого учёного, его друзей, коллег и соратников[32].
- С 2018 года в ИБР РАН проводятся научные чтения памяти А. В. Яблокова (Яблоковские чтения).